# Fieseler Fi 103

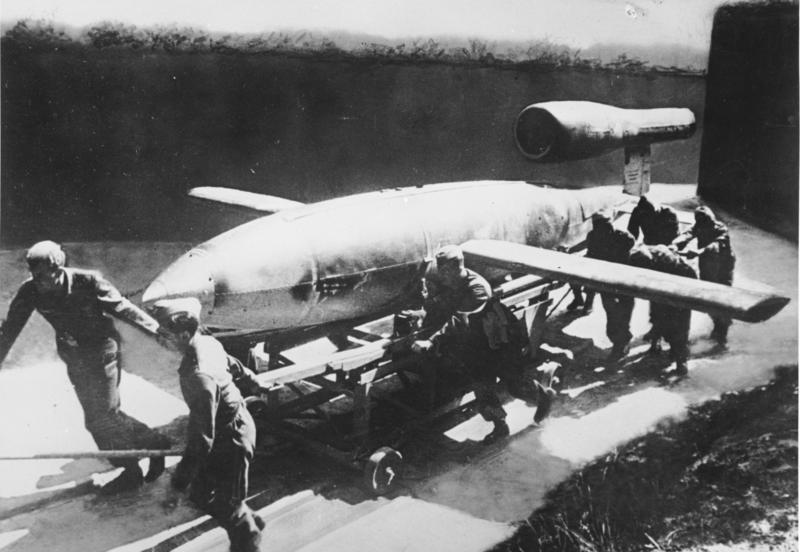
Żołnierze przygotowują V1 do odpalenia

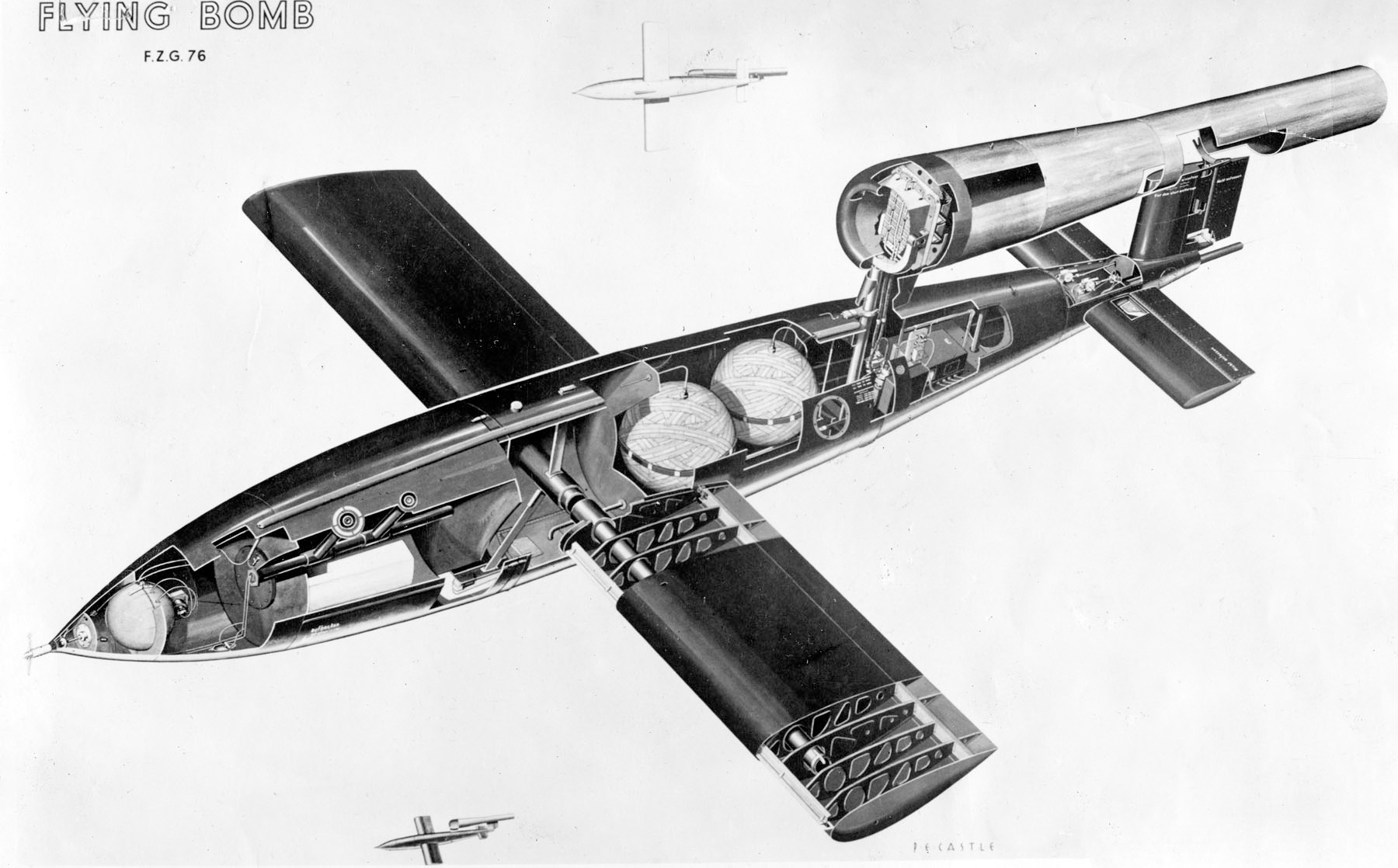
Przekrój V1

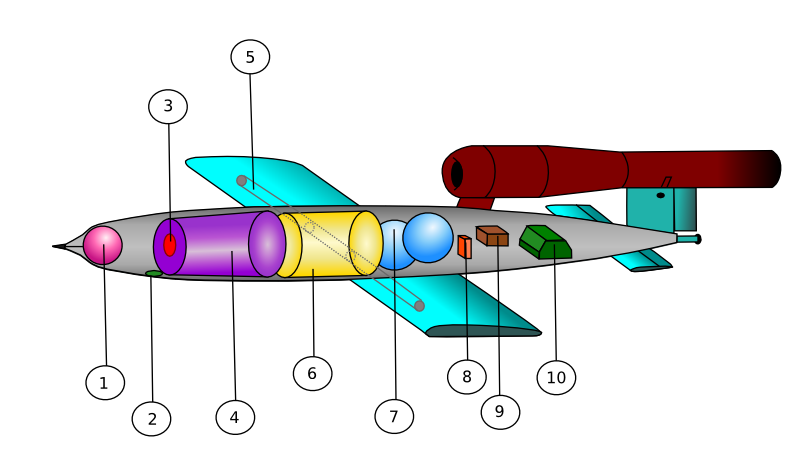
Schemat budowy V1
1. Kompas
2. Zapalnik denny
3. Detonator
4. Głowica bojowa
5. Dźwigar skrzydła
6. Zbiorniki paliwa
7. Butle ze sprężonym powietrzem
8. Licznik przelecianych kilometrów
9. Regulator dopływu paliwa
10. Autopilot żyroskopowy

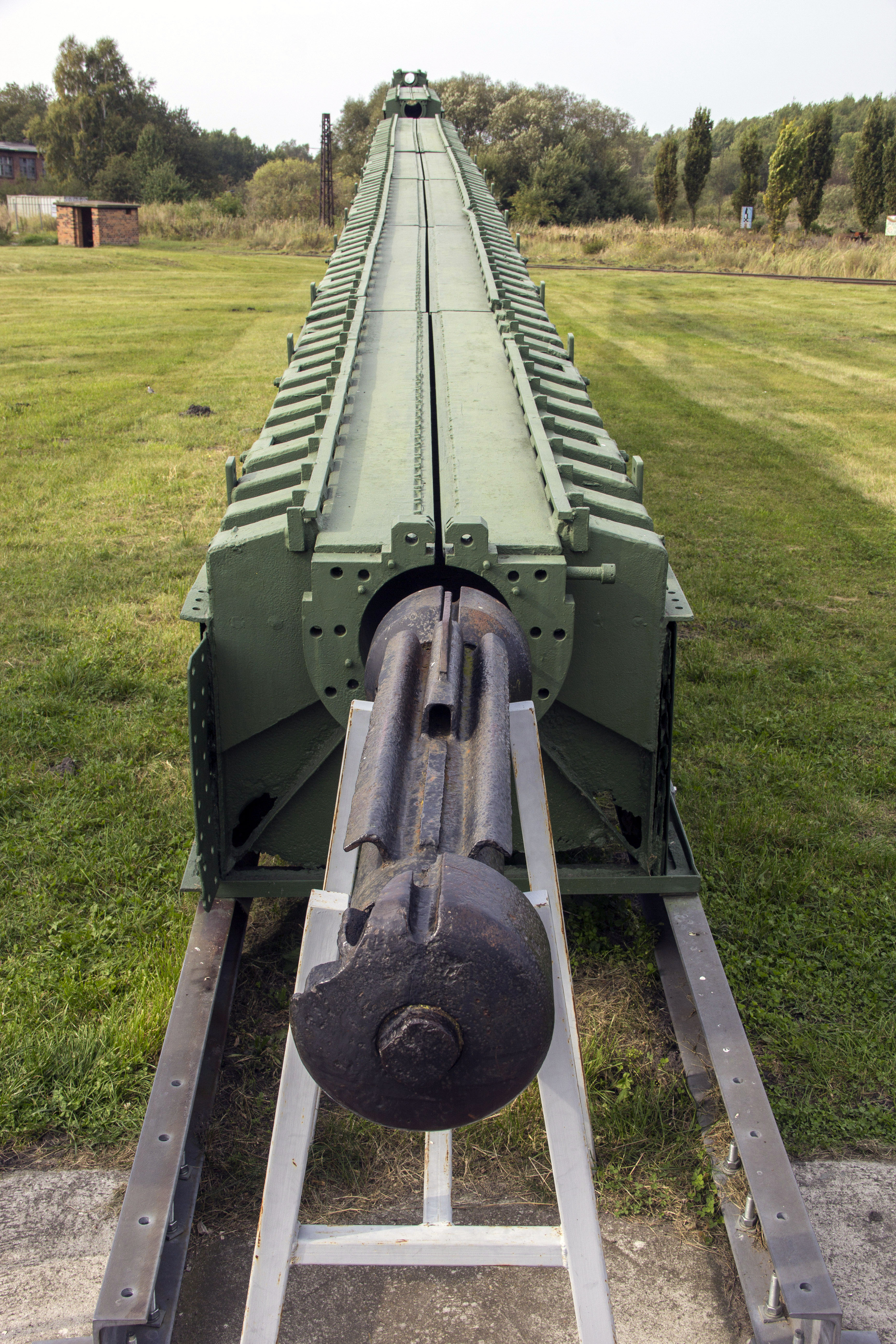
Rampa startowa V1 w Muzeum Historyczno-Technicznym Peenemünde

Fieseler Fi 103 – popularnie zwany V-1 (niem. Vergeltungswaffe-1, broń odwetowa nr 1) – niemiecki samolot-pocisk (pocisk manewrujący) z okresu II wojny światowej. Potocznie nazywany latającą bombą.

## Historia
Prace nad bronią, którą nazwano później Fieseler Fi-103, prowadzone były już pod koniec lat trzydziestych. Prace nad projektem prowadził Robert Lusser z firmy Fieseler i Fritz Gosslau z firmy Argus (Argus Motoren Gesellschaft), która wyprodukowała silnik. W pocisku V-1 zamierzano wykorzystać nowe silniki pulsacyjne. Prace posuwały się dość szybko, co prawdopodobnie spowodowane było naciskiem „sponsora”, czyli Ministerstwa Lotnictwa. W połowie 1942 przedstawiono projekt do oceny. Koszt produkcji wyniósł 3500 marek niemieckich (RM), a budowa wymagała około 280 godzin pracy.
Pocisk V-1 był na tamte czasy dość skomplikowanym urządzeniem. Posiadał automatyczny żyrokompas (żyroskopowy wskaźnik kurs) do korekcji kursu; małe śmigło na części dziobowej napędzało licznik sprawdzający przebytą odległość. Napęd stanowił silnik pulsacyjny, który był prostszy w konstrukcji, a przez to znacznie tańszy niż dostępne wówczas silniki odrzutowe. Jego niższa wytrzymałość i skuteczność były akceptowalne w przypadku jednorazowego pocisku manewrującego.
Prace nad Fi-103 prowadzone były w Peenemünde. Próby startowania pocisku wykonywano w wielu wariantach, również przy użyciu samolotu, a jedna z koncepcji zakładała kierowanie V-1 przez pilota (wersja Reichenberg), która nie została użyta bojowo. Najlepszym rozwiązaniem okazał się start ze specjalnej wyrzutni-katapulty.
Produkcja pocisków V-1 rozrzucona była po całych Niemczech i terenach okupowanych, co spowodowane było potężnym nalotem lotnictwa RAF w nocy z 17 na 18 sierpnia 1943 na ośrodek Peenemünde. Pierwszym zakładem była fabryka Volkswagena w Fallersleben oraz firma Fieseler w Kassel. Później produkcję przejęły zakłady Dora (Mittelwerk), położone w podziemnym kompleksie w Turyngii koło Nordhausen. Skąpe materiały mówią też o wytwarzaniu części do V-1 w Lubiążu, Ząbkowicach Śląskich, Świdnicy. Dla podobnej produkcji przeznaczony był prawdopodobnie kompleks „Riese” budowany w Górach Sowich. W procesie produkcji zatrudniani byli robotnicy przymusowi i więźniowie obozów koncentracyjnych. Na ziemiach polskich znajdowały się również poligony, na których przygotowywano pierwsze oddziały artylerii rakietowej (poligon Blizna w pobliżu Mielca na Podkarpaciu).
Pierwsze próby pocisków V-1 przeprowadzono na poligonie w Peenemünde 28 października 1942 (pierwszy lot odbył się bez napędu). W grudniu 1942 odbył się pierwszy lot z napędem. W 1943 na północnym wybrzeżu Francji Niemcy wybudowali wyrzutnie pocisków V-1 oraz zespoły schronów służących do magazynowania pocisków. Nalot na Peenemünde, dokonany przez RAF w sierpniu 1943, opóźnił bojowe użycie pocisków V-1. Poprzez to opóźnienie do dnia lądowania aliantów w Normandii, czyli 6 czerwca 1944, nie odpalono ani jednej latającej bomby.
Bomba nie mogła samodzielnie wystartować i należało ją wystrzelić z platformy startowej na ziemi lub z samolotu w powietrzu. W Peenemünde testowano także różne typy ramp startowych. Model firmy Borsig był solidną konstrukcją betonową. Wersja Hellmutha Waltera, czyli 48-metrowa katapulta rurowa, wykonana z pojedynczych stalowych segmentów, okazała się znacznie łatwiejsza do montażu i demontażu, a przez to bardziej praktyczna w użyciu. Na końcu rampy pocisk osiągał prędkość 320 km/h. Od czerwca 1944 główny obszar użycia latającej bomby znajdował się na północnym wybrzeżu Francji oraz w Belgii i Holandii.

## Zastosowanie bojowe
Pierwsze bombardowanie pociskami V-1 przeprowadzone zostało w nocy z 13 na 14 czerwca 1944. Z dobrze zamaskowanych wyrzutni odpalono 10 pocisków w kierunku Londynu, z czego tylko 4 dotarły do Wysp Brytyjskich. 15 czerwca na krótko przed północą z 55 wyrzutni wystrzelono do południa 16 czerwca ok. 100 pocisków V-1. 18 czerwca już 500. Ataki te Niemcy rozpoczęli jednak za późno – gdyby pocisków V-1 użyli do bombardowania skoncentrowanych przed desantem barek i okrętów w brytyjskich portach przed 6 czerwca, wtedy mogliby osiągnąć większy efekt psychologiczny i być może wpłynąć na decyzję o inwazji.
W zależności od lokalizacji wyrzutni i innych czynników czas dolotu pocisku V-1 do Londynu wynosił 20–25 minut. Z racji stosunkowo małej celności broń ta nadawała się do ataków na duże powierzchniowo cele jak miasta: Londyn, a późniejszym okresie Antwerpię i Liège.
W niszczeniu budynków pociski V-1 były, jeśli dotarły do celu, o wiele skuteczniejsze niż zwykłe bomby lotnicze o podobnej masie. Ogółem do końca 1944 wystrzelono 6046 pocisków V-1, z tej liczby rozbiło się niebawem po starcie 1681. Do końca wojny wystrzelono 1279 latających bomb (także na Belgię). Razem wszystkie wyrzutnie lądowe wystrzeliły 20 880 pocisków V-1, do celów dotarło 18 435. Około 1600 sztuk „odpalono” z samolotów, z czego nieco ponad połowa dotarła do Londynu (zwykle do tego używano bombowców He 111). Pocisk V-1 samolot transportujący zwalniał na wysokości 500 do 3000 m.
Wyprodukowano około 30 tys. pocisków V-1. Wystrzelono około 10 tys. przeciwko Anglii, z czego 7 tys. „trafiło”, tzn. wylądowało gdzieś na angielskim terytorium (z tego 3876 pocisków w obrębie aglomeracji miejskiej Londynu).
Zwalczanie broni V-1 polegało na:
- niszczeniu wyrzutni pocisków,
- zestrzeliwaniu pocisków przez samoloty myśliwskie lub wytrącaniu[a] ich z lotu nad kanałem La Manche przez te samoloty[6],
- zestrzeliwaniu przez działa OPL na wybrzeżu Anglii,
- stosowaniu zapór balonowych.

Zniszczonych przez samoloty myśliwskie, artylerię przeciwlotniczą lub balony zaporowe zostało ponad 3000 pocisków.
Z powodu ataków pociskami V-1 zginęło w Anglii około 6185 osób, a 18 tys. zostało rannych. W Antwerpii i jej okolicach z powodu ataków pociskami V-1 zginęło lub zostało rannych 10 145 osób, a w Liège dalszych 4614 zabitych i rannych.
Mimo braku jakichkolwiek środków obronnych V-1 mogły też być niebezpieczne dla myśliwców, które je atakowały. Ze względu na niewielki rozmiar celu samolot musiał zbliżyć się do „latającej bomby” na niewielką odległość (w przypadku Glosterów Meteorów było to często 100–300 jardów), tymczasem nawet pojedynczy pocisk z działka mógł spowodować eksplozję ładunku wybuchowego, ta zaś w połączeniu z chmurą odłamków mogła zagrozić znajdującemu się w pobliżu myśliwcowi.
Zdobyczne pociski V-1 – przechwycone przez nacierające siły alianckie oraz niewybuchy – posłużyły alianckim konstruktorom do opracowania własnych pocisków manewrujących. W ramach tych projektów powstały m.in. amerykański JB-2, radzieckie pociski 10Ch oraz francuskie CT 10.